# Hans Tiemeijer
Hendrik Andries Johannes (Hans) Tiemeijer (Den Haag, 28 januari 1908 – Sneek, 8 oktober 1997) was een Nederlands toneel-, televisie-, film- en hoorspelacteur.

## Loopbaan
Hans Tiemeijer doorliep in zijn vroege jaren de HBS en de Zeevaartschool en in 1926 werd hij door toedoen van Dogi Rugani bij Het Schouwtooneel geïntroduceerd. Hij speelde, met uitzondering van de laatste oorlogsjaren, tot 1973 bij zeer vele gezelschappen en maakte onder meer een tournee door West-Indië met Willem van der Veer en Rika Hopper en vergezelde Herman Bouber op twee tournees door Oost-Indië.
Tiemeijer regisseerde na de oorlog onder andere bij het Amsterdams Toneelgezelschap, Bouber, Puck, de Toneelvereniging, Carré Ensemble en Theater Wim Zomer.
Ook schreef en regisseerde Tiemeijer een groot aantal eigen toneelstukken en voerde deze op in zowel binnen- als buitenland. Enkele titels waren: De Zaak A.D, Nieuw Land, Angst, De Onschuld (naar Luigi Pirandello), Samenspel (naar Samuel Beckett), Geef Mij Maar Een Schip en Het Vergeten Peloton. Na de oorlog speelde Tiemeijer Heer van Daan in Het dagboek van Anne Frank. De uitvoering, in de regie van Karl Guttmann, met Martine Crefcoeur als Anne Frank en Rob de Vries als haar vader, maakte toentertijd grote indruk op het publiek, dat na afloop zonder applaus en fluisterend de zaal verliet.
In 1973 nam Tiemeijer afscheid met Het Woud van Alexander Ostrowski; daarna speelde hij alleen nog televisie- en filmrollen.

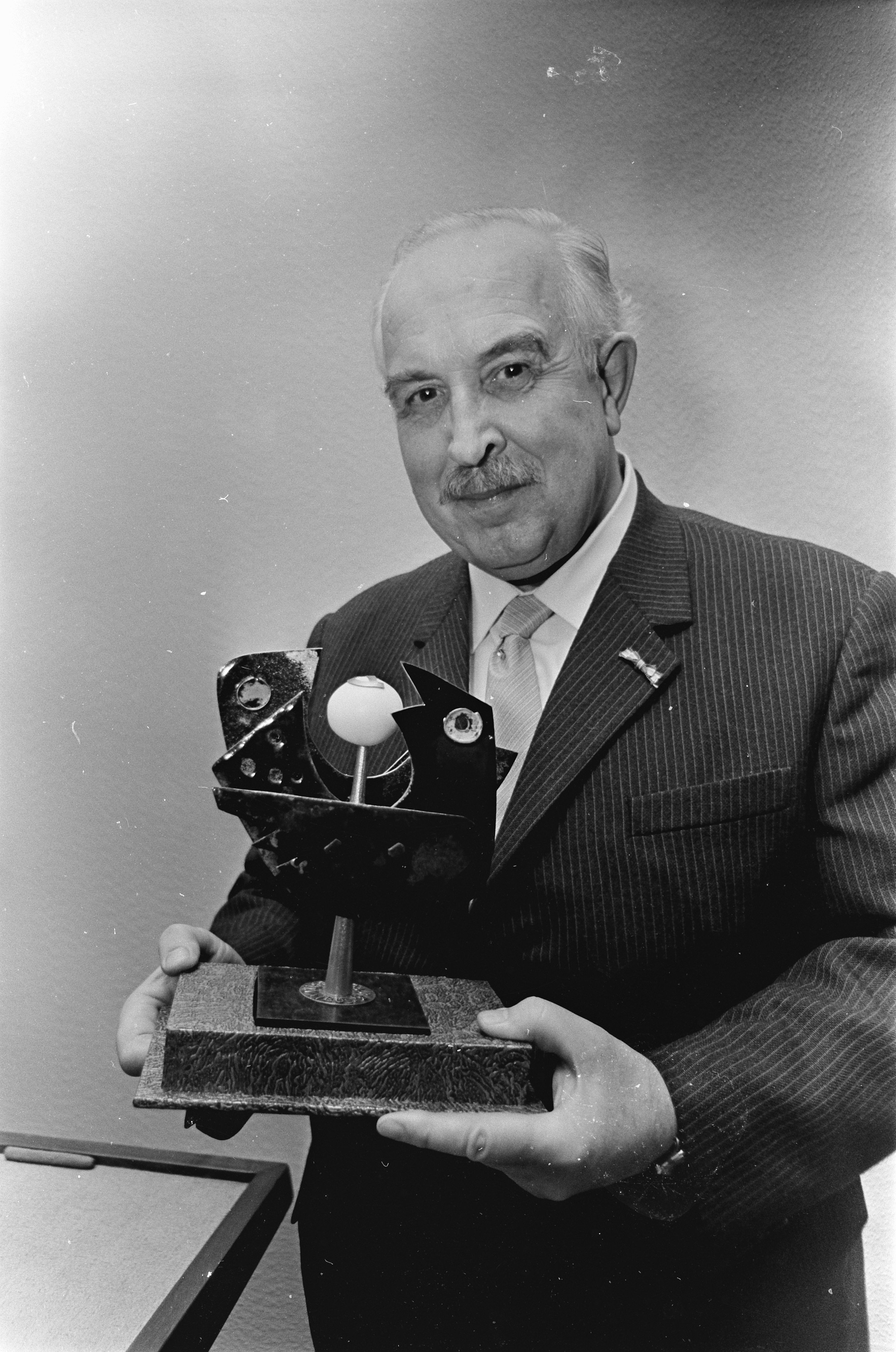
Gulden Letter voor acteur Hans Tiemeijer uitgereikt te Arnhem

Het filmpubliek leerde Tiemeijer kennen als de gevangenisdirecteur in de oude versie van Ciske de Rat en van de film De Overval. Daarnaast vergaarde hij populariteit bij het grote publiek door verschillende televisierollen en creëerde hij de Nederlandse Archie Bunker in de KRO-versie van Tot de dood ons scheidt.
Voor zijn acteerprestaties kreeg Tiemeijer in 1959 de Bouwmeesterpenning en in 1969 de Louis d'Or voor zijn rol van Falstaff in Shakespeares Hendrik IV.
Tiemeijer kreeg in 1967 de Gulden Letter uitgereikt door de commissaris der Koningin. Deze prijs werd jaarlijks uitgereikt aan iemand die zich verdienstelijk had gemaakt voor de Nederlandse jeugd. De erkenning was onder andere voor zijn activiteiten bij de oprichting van het Jeugdfestival te Velp.
In 1974 ging Tiemeijer officieel met pensioen. Zijn afscheidswoorden waren: "De bestaande vorm interesseerde mij niet meer, de nieuwe vorm is voor de jeugd."

## Oorlogen
Tiemeijer vocht in 1936 mee met de communisten in de Spaanse Burgeroorlog tijdens het regime van Francisco Franco en het fascisme.
Tijdens de Tweede Wereldoorlog weigerde Tiemeijer zich aan te melden bij de Kultuurkamer. Later was hij actief bij de verzetsgroep rond de kunstenaar Eduard Veterman. Hij plaatste o.a. geheime zendinstallaties in zijn huis. In 1943 werd hij opgepakt. De laatste jaren van de oorlog werd Tiemeijer in meerdere concentratiekampen vastgezet.
In Kamp Vught trad hij voor zijn medegevangenen op met een stuk van Sartre. Hierna werd hij naar het concentratiekamp Dachau gestuurd en in mei 1945 bevrijd door de geallieerden.
Na de oorlog voegde Tiemeijer zich bij het links-politieke cabaretgezelschap "'t Gaat Goed", ook wel bekend als het G.G.cabaret. Met communistische lezingen en spel trad het G.G.cabaret van 1945 tot 1947 eens in de veertien dagen op zondagmiddag voor de VARA-radio op. Voor het derde seizoencontract eiste de VARA dat het G.G.cabaret niet langer voor communistische organisaties zou optreden.
In 1965 publiceerde Tiemeijer zijn memoires Spelen met je leven - Mensen die ik heb gekend. In dit boek deelt hij zijn herinneringen aan de twee wereldoorlogen en zijn ervaringen in Kamp Vught en Dachau. Een fragment uit zijn memoires is opgenomen in De Eerste Wereldoorlog door Nederlandse ogen, een bewerkte bronnenpublicatie waarin ooggetuigen van gebeurtenissen uit de oorlog van 1914-1918 aan het woord komen.

## Privé

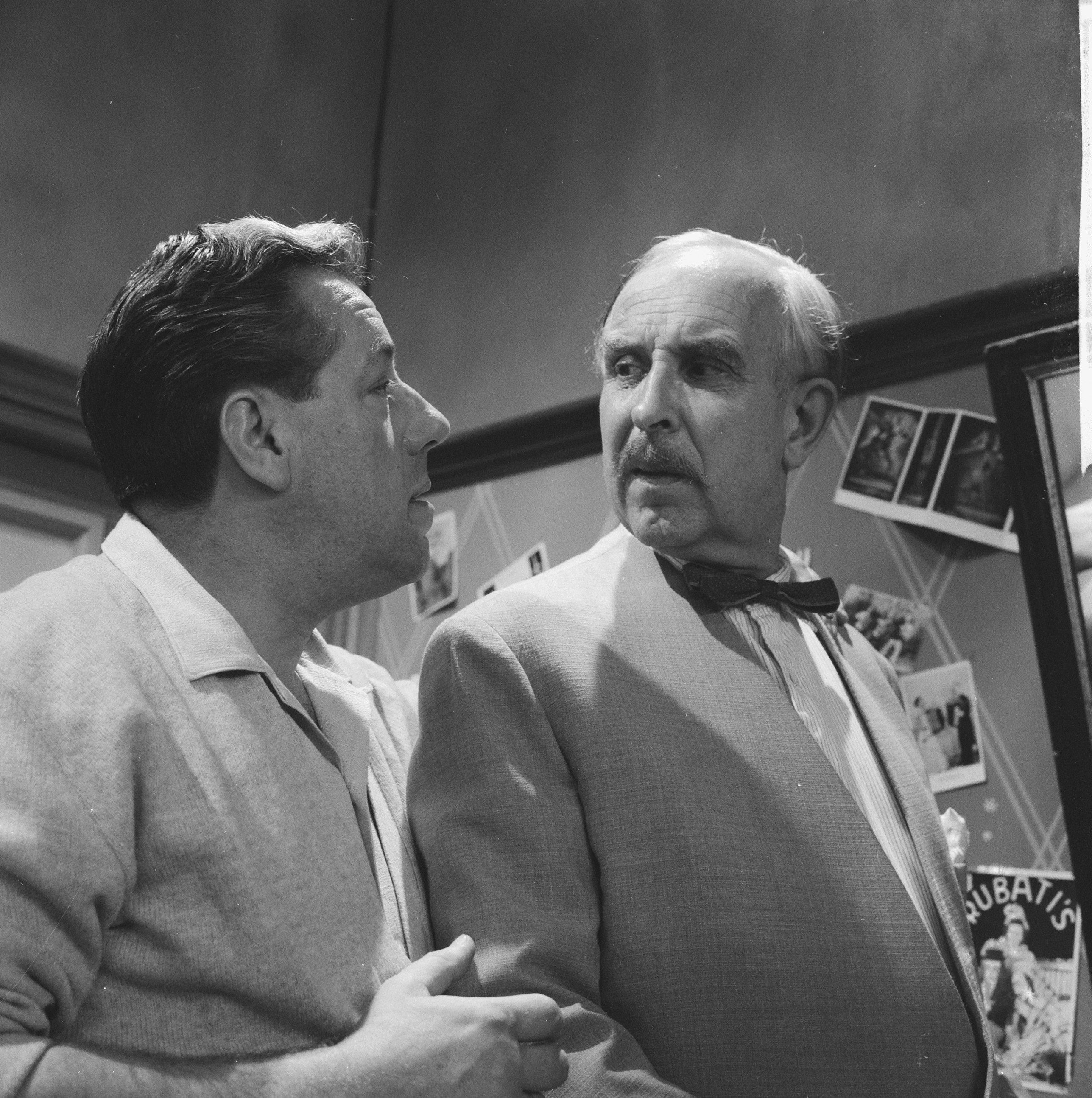
Tv-spel De komiek. Hans Tiemeijer en Ko van Dijk

Hans Tiemeijer huwde in 1935 met de actrice Ans Koppen, met wie hij twee dochters kreeg. In 1953 trad hij in het huwelijk met de actrice Tine de Vries. Uit dit laatste huwelijk kreeg hij een zoon, Hans Tiemeijer jr.

## Filmografie

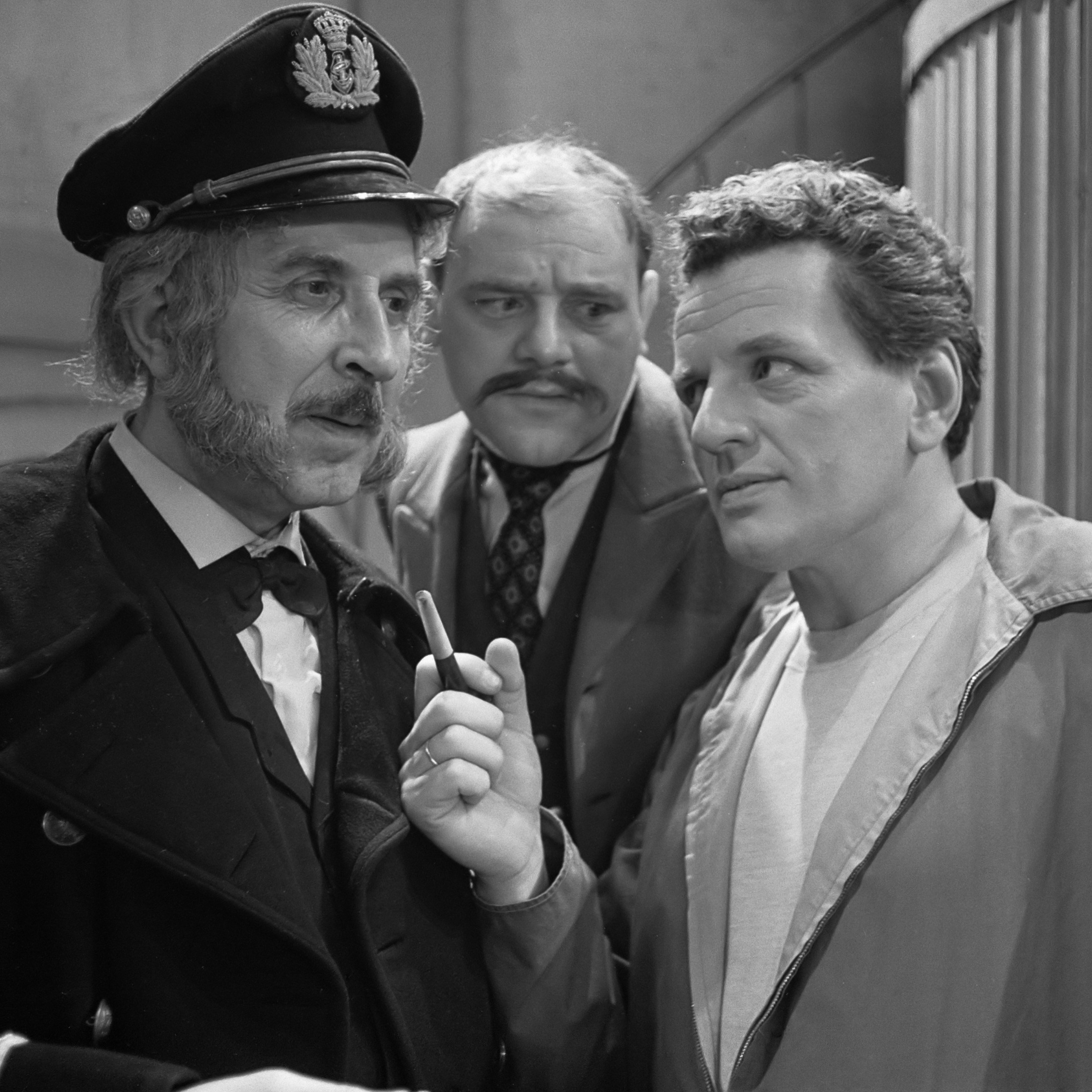
Hans Tiemeijer, Bernhard Droog en Rob de Vries (1962)

| Jaar | Productie                                   | Rol                                 | Opmerkingen           |
| ---- | ------------------------------------------- | ----------------------------------- | --------------------- |
| 1918 | De Kroon der schande                        | Kind op schip                       | Film                  |
| 1938 | Veertig jaren                               |                                     | Film                  |
| 1939 | De spooktrein                               | Inspecteur Bloemhof                 | Film                  |
| 1955 | Ciske de Rat                                | Reinders                            | Film                  |
| 1957 | Kleren maken de man                         |                                     | Film                  |
| 1958 | Spy in the Sky!                             | Dr. Fritz keller, alias Hans Krauss | Amerikaanse productie |
| 1959 | De Grasharp                                 | Rechter                             | Televisiefilm         |
| 1960 | A Dog of Flanders                           |                                     | Film                  |
| 1960 | Romeo en Julia in Berlijn                   | Paul Lünig                          | Televisiefilm         |
| 1961 | Dienst op Golgotha                          | Mesech                              | Televisiefilm         |
| 1961 | Gevaarlijk tussenspel                       | Carter                              | Televisiefilm         |
| 1961 | Zesde etage                                 | Hochepot                            | Televisieserie        |
| 1962 | Dagboek van Anne Frank                      | Heer van Daan                       | Televisiefilm         |
| 1962 | De Komiek                                   | Harold                              | Televisiefilm         |
| 1962 | De Overval                                  | Docter Wartena                      | Film                  |
| 1962 | De vuurtorenwachter                         | Kapitein Joshua                     | Televisiefilm         |
| 1963 | Hughie                                      | Erie Smith                          | Televisiefilm         |
| 1963 | Niets dan de waarheid                       | Phil                                | Televisiefilm         |
| 1964 | Majoor Barbara                              | Andrew Undershaft                   | Televisiefilm         |
| 1965 | Andorra                                     |                                     | Televisiefilm         |
| 1965 | De Postmeester                              | Postmeester                         | Televisiefilm         |
| 1966 | Televisieschermutselingen van een schlemiel | Dollevie Zallevie                   | Televisieserie        |
| 1967 | De Mikado                                   | Ping-Ping                           | Televisieserie        |
| 1967 | Gongslag middernacht                        | Charbonneau                         | Televisiefilm         |
| 1969 | Tot de dood ons scheidt                     | Vader                               | Televisieserie        |
| 1975 | Opgeruimd staat netjes                      |                                     | Televisieserie        |

## Hoorspelen
- 1938 - In mijn peetoom den keizer - Von Harburg, officier van de keizerlijke garde
- 1973 - Slachtoffer Gezocht - Commissaris
- 1973 - Spel met de rechter - Rechter van instructie
- 1973 - Waaldrecht - Jaap Ploeg
- 1974 - Nana en Worrick, De Clown - Worrick
- 1974 - Voldoende Redenen - Inspecteur Nuttall
- 1976 - Proces tot eerherstel van Jeanne d'Arc - de voorzitter Brehal
- 1976 - Schaduwen van het verleden - Mr. Lord: Hans